# Flicky
Flicky (яп. フリッキー Фурикки:) — аркадная игра от компании Sega. Впервые вышла в 1984 году на аркадных автоматах, игра также выпущена в то же время на SG-1000, а затем портирована на MSX и японские компьютеры Sharp X1, Fujitsu FM-7 и NEC PC-8801. Также портирована на Sega Mega Drive/Genesis в 1991 году. Flicky была разработана Ёдзи Исии, который работал в Sonic Team до августа 1999 года, до создания Artoon, своей собственной компании.
С 2010 года игра доступна в составе сборника SEGA Mega Drive and Genesis Classics для платформ Linux, macOS, Windows, с 2018 — PlayStation 4, Xbox One и Nintendo Switch.

## Игровой процесс
Игрок управляет Флики — птицей, которой спасает Чирпов (англ. Chirp, Пиопио в Японии) от домашних котов.
Игрок должен собрать всех Чирпов и направлять их через выход. Игрок должен избежать кота — Тигра (англ. Tiger, Няннян в Японии) и зелёной игуаны — Игги (англ. Iggy, Тёро в Японии). Их можно убить, бросая в них разные предметы. Тигр старается поймать Флики, прыгая на платформы или бегая, а Игги владеет способностью карабкаться по стенам и ползать вдоль дверей. Он появляется в 10 раунде.
Игрок начинает с двух жизней и может получить больше жизней, за счёт приобретения определённого количества баллов, но не более пяти жизней.
Есть 48 настоящих уровней («раундов») в игре. Прохождение этих уровней даёт сообщение «Congratulations», после чего имеется возможность пройти игру на более высокой скорости.

## Появления в других играх
Флики часто появляются в серии Sonic the Hedgehog, где в первых играх главный злодей доктор Роботник использует их для работы бадников; после уничтожения последних, животные освобождаются. Некоторые животные заключены в капсулах, обычно находящихся в конце уровня, из которых главные герои также освобождают их. В Sonic 3D Соник должен спасти птиц Флик от Роботника и отправить их в родное измерение. Сюжет за Эми Роуз в Sonic Adventure также связан с Фликами.
Действие Tails Adventure происходит на острове населённом Фликами. В Sonic the Hedgehog 3 и Sonic & Knuckles когда Тейлз, превращается в свою супер-форму, вокруг него появляются спутники в виде четырёх золотисто-жёлтых птичек Флики, летающих над его головой и неустанно следующие за ним.
Флики появляются в качестве камео в играх: Flash Point, Bloxeed и Teddy Boy Blues. В Gunstar Super Heroes имеется этап на основе игры Flicky, в которой игрок спасает птенцов. Плакаты в изображениями Флики можно увидеть в Shenmue II. В качестве разблокирумой игры Flicky появляется в сборнике Sonic Mega Collection.